# Brda (gmina Radovljica)
Brda – wieś w Słowenii, w gminie Radovljica. W 2018 roku liczyła 48 mieszkańców.